# Bidens kirkii
Bidens kirkii là một loài thực vật có hoa trong họ Cúc. Loài này được (Oliv. & Hiern) Sherff mô tả khoa học đầu tiên năm 1915.